# Anteromorpha glabra
Anteromorpha glabra är en stekelart som beskrevs av Sharma 1982. Anteromorpha glabra ingår i släktet Anteromorpha och familjen Scelionidae. Inga underarter finns listade i Catalogue of Life.